# Dommelhaven
De inmiddels gedempte Dommelhaven in Rotterdam Europoort was een binnenvaarthaven die in de zeventiger jaren en in het begin van de tachtiger jaren diende als wachtplaats voor binnenvaartschepen die beladen moesten worden bij de toenmalige vestiging van de Graan Elevator Maatschappij in Europoort. De Dommelhaven was destijds een zijtak van de Beneluxhaven.